# Almanach Vermot
Pour les articles homonymes, voir Vermot.
L’Almanach Vermot est une publication périodique annuelle fondée par Joseph Vermot publiée pour la première fois le 1er janvier 1886. En tant qu'almanach, il est conçu pour être lu au rythme d'une page par jour. Celles-ci contiennent des informations pratiques, des blagues et des calembours, des illustrations et divers autres éléments rassemblés pêle-mêle. Depuis sa fondation, il a gardé la même couverture rouge qui le caractérise.

## Histoire du périodique

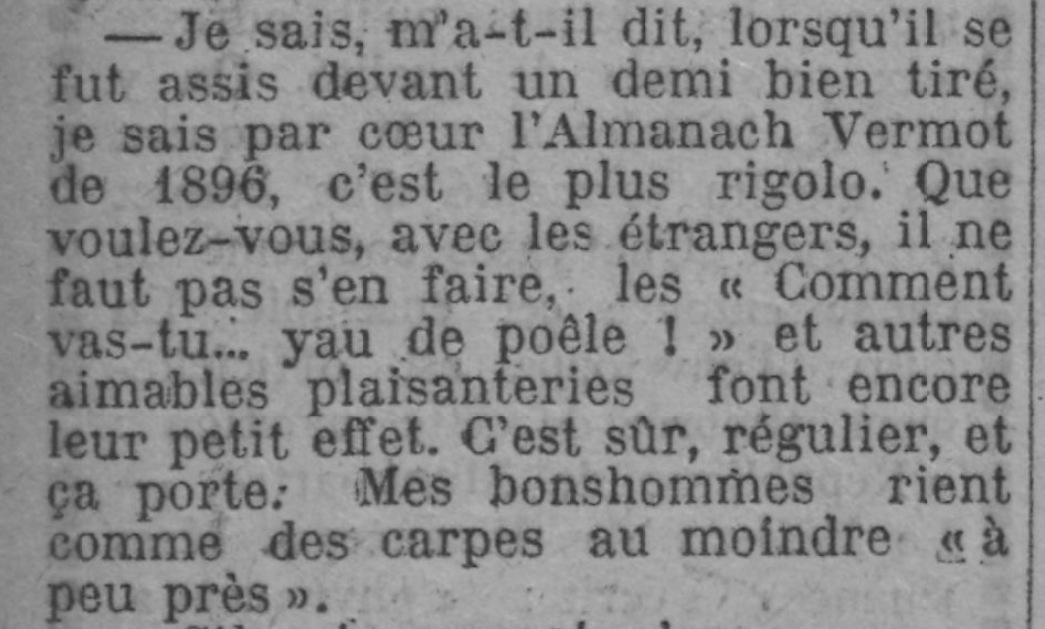
Citation de « Comment vas-tu... yau de poêle ! » dans le Paris-Soir du 6 novembre 1925.

Originaire du Russey (Doubs) où il est né le 8 octobre 1828, issu d'une famille paysanne, l'éditeur Joseph Féréol Vermot commence par publier des plaquettes publicitaires destinées au monde rural. Il semble avoir été marqué par l'Almanach du messager boiteux, colporté dans sa région. Venu sur Paris, il publie des plans de la capitale, des fascicules vétérinaires et agricoles avant de lancer un almanach en janvier 1886. Les locaux se trouvent alors au 20 de la rue du Dragon,,.
L’Almanach Vermot se présente dès le début comme une publication annuelle de format in octavo, comprenant 450 pages sous couverture rouge souple. Le prix de vente est de 1,50 franc qui restera inchangé jusqu'en 1914. Une édition reliée et cartonnée était vendue au prix de 2,50 francs. Le sommaire propose alors des calendriers (agricoles, religieux, républicains et fantaisistes), des biographies d'hommes politiques français, des recettes de cuisine, des renseignements pratiques, des histoires drôles illustrées ; en quelques années, sa parution est saluée comme un événement attendu.
La publication fut suspendue entre 1943 et 1946.
Un calembour emblématique de sa tournure d'esprit a été publié sous un dessin de Henriot dans l'almanach de 1896, à la page du 11 septembre ; il s'agit du fameux : « Comment vas-tu… yau de poêle ? »
Cocardier, misogyne, colonialiste et bien d'autres qualificatifs lui ont été associés ;  le Vermot a été critiqué pour son humour parfois peu raffiné. Selon Henri Jeanson, l'almanach finissait souvent par être « lu d’un derrière distrait », dans la petite cabane au fond du jardin,. Il est sans nul doute une des facettes de la culture populaire française et bénéficie de la loi du 29 juillet 1881 sur la liberté de la presse.
Après la mort du fondateur Joseph Vermot en 1893, la publication de l'almanach a été poursuivie par son fils Maurice ; les locaux déménagent ensuite au 6 rue Duguay-Trouin. En 1923, il fait construire une usine à papier pour ses publications à Moutier-Rozeille. Le tirage moyen en 1930 est de un million d'exemplaires.
Maurice Vermot cède l'almanach à Georges Ventillard en 1933.
Depuis 2008, le titre, racheté aux Publications Georges Ventillard, est édité par Hachette Livre.

## Le périodique pendant la Première Guerre mondiale
L’Almanach Vermot n’a pas interrompu sa parution malgré les événements et les restrictions de papier, de 1914 à 1919. L’exemple des dessins d'Albert Robida dans cette revue permet de comprendre l’évolution éditoriale de l’Almanach Vermot pendant la Première Guerre mondiale.
Un numéro annuel se préparant en avance, celui de 1914 fut conçu en 1913 donc avant l’entrée en guerre. Robida publie 20 dessins dans cet almanach dont 3 couleurs (6 février, 13 aout, 6 septembre). Il ne semble préoccupé par les bruits de la guerre et se concentre sur des sujets tel que la femme et ses mondanités, le père qui cherche à marier sa fille, les progrès de l’automobile et de l’aviation.
Pour 1914, la guerre commence à peine à entrer dans la revue, avec des rubriques illustrées comme « La guerre européenne ». Tous auteurs confondus, les premiers dessins sur la guerre apparaissent au mois de juin avec Henriot et Maurice Radiguet. Robida, pour sa part, a donné 17 dessins, aucun ne parlant de la guerre.
L’édition de 1916 comportant 392 pages présente le ministère de la défense nationale et consacre un long article à la guerre européenne. Robida livre 16 dessins tous en rapport avec la guerre, souvent teintés de propagande. Il traite de l’assassinat des enfants, la mégalomanie de Kronprinz, le bombardement de sites historiques et d’ambulances : autant de démonstrations de la barbarie ennemie. Parallèlement, il met en avant l’esprit gai et entreprenant du soldat français ainsi que le courage des alliés. Il met par exemple en scène la réception de colis abondants expédiés par la famille des soldats français ou encore les « écossais indiens, Spahis marocains et tirailleurs sénégalais » travaillant en harmonie.

## Illustrateurs et plumes

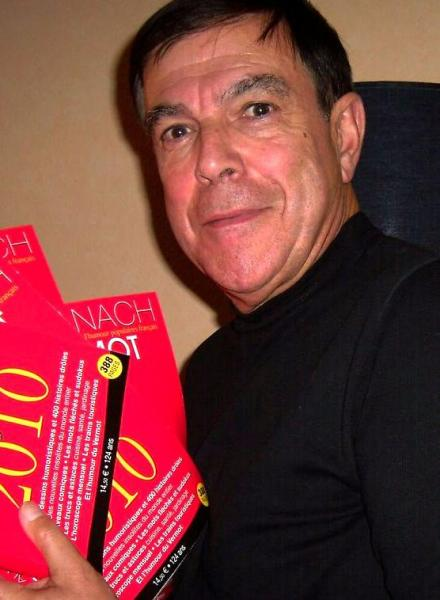
Claude Ferran, dessinateur pour l'Almanach depuis 2001.

De nombreux illustrateurs ont collaboré à ses différentes éditions, parfois sous forme de fable-express. Dans les premiers numéros, l'on rencontre la signature de Jack Abeillé, Jean d'Aurian, Haye, Robert Le Noir, Henri Maigrot (ou Henriot), Maurice Radiguet...
De 1968 (?) à 1975, le rédacteur en chef est Jacques Veissid.
Après 1946, on retient les noms de Bellus, Dubout, Faizant, Reiser, Wolinski, Pomédio, Jac Faure, Claude Ferran, Faro.
Claude Turier est le rédacteur en chef de 1976 à 1996 ; c'est un Toulousain, Jacques Faure, qui lui succède comme rédacteur et principal dessinateur pour une quinzaine d'années. À partir de l'édition 2014 c'est le journaliste Vincent Rousselet-Blanc qui devient l'auteur des textes, les illustrations sont confiées à Faro qui continue également à faire appel à d'autres dessinateurs selon la tradition du Vermot.